# László Seregi
László Seregi (Budapest, 1929 – Budapest, 11 de mayo de 2012) fue un bailarín y coreógrafo húngaro, que fue el primer coreógrafo de la Ópera Nacional de Budapest.
Seregi  quería ser diseñador de joven. En 1949, de todas maneras, cambió de dirección y siguió una carrera en la danza. Estudió danza tradicional con Iván Szabó y danza clásica con Marcella Nádasi.
Como bailarín de la ópera de Budapest, donde actuó hasta 1957, Seregi avanzó en la compañía para finalmente convertirse en un maestro de ballet en 1967. Luego se convirtió en el director de ballet de 1977 a 1984. Fue responsable de danzas de folk en la década de los 50 y en las representaciones de la Ópera en los 60, incluyendo el Fausto de [Charles Gounod|Gounod]] y Tannhaüser de Wagner. En 1968, coreografió "Spartacus'", su primer ballet creado de tres actos junto al compositor armenio Aram Khachaturian.
Su trabajo ha sido ampliamente reconocido tanto en Hungría como en el extranjero, habiendo realizado y presentado actuaciones en teatros y teatros de ópera en Moscú, Roma, Praga, Burdeos, Edimburgo, Cologne, San Petersburgo, Kiev, Berlín, Monte Carlo, Viena, Salzburgo, París, Turin, Londres, Zúrich y Sídney.